# Terremoto di Haiti del 2010

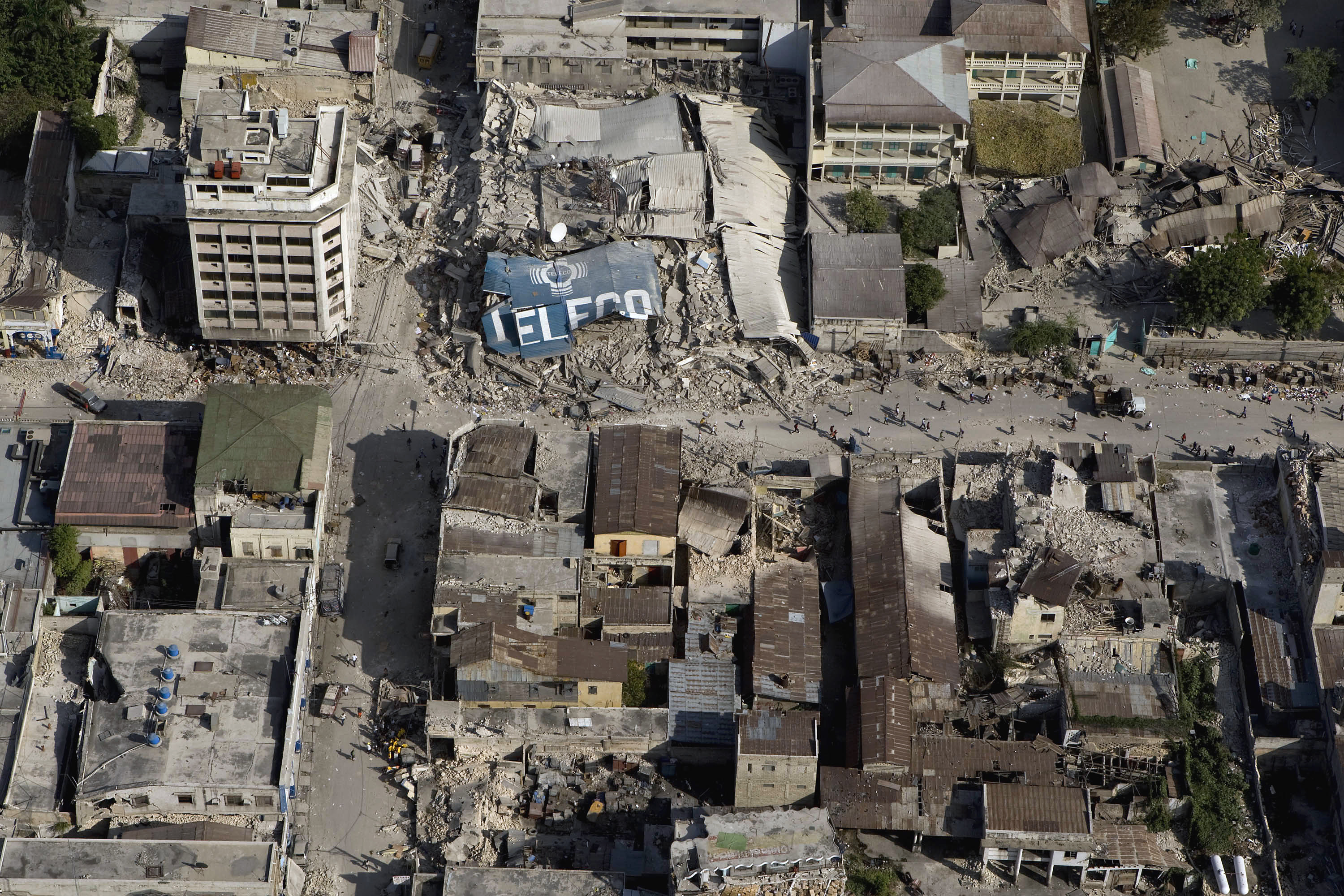
Il centro di Port-au-Prince dopo il terremoto

Il terremoto di Haiti del 2010 è stato un terremoto catastrofico di magnitudo 7,0 MW (7,0 nella scala Richter) con epicentro localizzato a circa 25 chilometri in direzione ovest-sud-ovest della città di Port-au-Prince, capitale dello Stato caraibico di Haiti. La scossa principale si è verificata alle ore 16:53:09 locali (21:53:09 UTC) di martedì 12 gennaio 2010 a 13 km di profondità. Lo United States Geological Survey (USGS) ha registrato una lunga serie di repliche nelle prime ore successive al sisma, quattordici delle quali di magnitudo compresa tra 5,0 e 5,9 MW. Al momento in cui si è verificato, è stato il terremoto con il più alto numero di morti secondo solo al Terremoto dello Shaanxi.
Al 24 febbraio 2010 il numero di vittime è stato stimato in 222.517. Secondo la Croce Rossa Internazionale e l'ONU, il terremoto avrebbe coinvolto più di 3 milioni di persone.

## Eventi
Il terremoto si verificò nell'entroterra, alle ore 16:53:09 UTC-5 del 12 gennaio 2010, in una zona situata a circa 25 km a ovest-sud-ovest della capitale Port-au-Prince e ad una profondità di 13 km in prossimità (3 km circa) della zona di faglia Enriquillo-Plantain Garden (Enriquillo-Plantain Garden fault zone o EPGFZ), un sistema di faglie trascorrenti con movimento verso sinistra che fa parte del margine di zolla tra la placca nordamericana e la placca caraibica. Forti scosse dell'intensità del VII–IX grado della scala Mercalli modificata (MM) si registrarono nell'area della capitale e dei sobborghi adiacenti. Il sisma fu avvertito in una vasta area dei Caraibi comprendente Cuba (MM III a Guantánamo), la Giamaica (MM II a Kingston), Venezuela (MM II a Caracas), Porto Rico (MM II–III a San Juan) e la confinante Repubblica Dominicana (MM III a Santo Domingo).

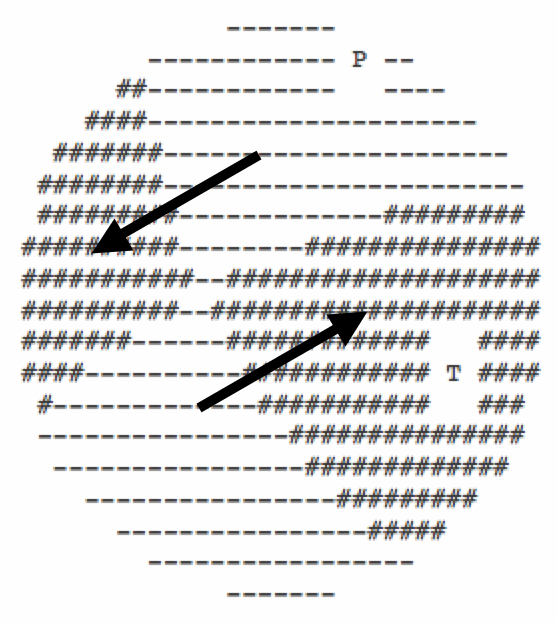
Il meccanismo focale delle onde di corpo del terremoto. Le aree scure sono in compressione, quelle chiare in distensione, il nord geografico è in alto. Le frecce mostrano lo scorrimento relativo verso sinistra lungo il piano di faglia che giace nell'area di transizione tra le aree chiare e scure - tra le due frecce - ed è orientato secondo la direzione di scorrimento. Lo scorrimento lungo il piano di faglia è causato dallo spostamento verso est della placca caraibica (a sud, in basso) rispetto a quella nordamericana (a nord, in alto).

Il terremoto è avvenuto in corrispondenza del margine settentrionale della placca caraibica, che si sposta parallelamente verso est, rispetto a quella nordamericana, di circa 20 mm all'anno. Il margine tra le due placche, nella regione di Haiti, è costituito da due complessi sistemi di faglie trascorrenti, sub-parallele tra loro, con orientazione indicativa est-ovest e che delimitano la porzione orientale dalla microplacca di Gonâve, una piccola zolla compresa tra le due placche più grandi. I due sistemi di faglie sono la zona di faglia settentrionale-orientale (Septentrional-Orient fault zone, SOFZ) che procede dalla costa settentrionale dell'isola di Hispaniola verso quella sud orientale di Cuba e la zona di faglia Enriquillo-Plantain Garden che attraversa la lunga penisola del Tiburon nella parte sud-occidentale dell'isola. I dati sismici indicano che il terremoto è avvenuto in prossimità della zona di faglia meridionale ed un'analisi preliminare della distribuzione di slip cosismica (distribuzione degli spostamenti sul piano di faglia durante il sisma) ha determinato un valore di spostamento massimo del suolo (Dmax) di circa 4 metri.
Lo United States Geological Survey ha registrato sei repliche (aftershock) nelle due ore successive all'evento sismico principale di magnitudo approssimativa 5,9, 5,5, 5,1, 4,8, 4,5, e 4,5. A nove ore dall'evento principale, sono state registrate 26 repliche di magnitudo 4,2 o superiore, dodici delle quali di magnitudo 5,0 o superiore.
Immediatamente dopo il sisma, il Pacific Tsunami Warning Center diramò un allarme tsunami, successivamente annullato.

## Vittime
A causa della povertà e dell'isolamento del Paese e in seguito a gravi danni alle infrastrutture di comunicazione, non fu possibile definire con certezza il numero di vittime del sisma. Mentre le prime fonti indicavano genericamente "migliaia di vittime", Jean Max Bellerive, premier haitiano, stimò che il numero di vittime sarebbe arrivato a 100.000 (ma la maggior parte delle stime indicava una cifra di circa 50.000). L'ONU ha successivamente dichiarato che il terremoto aveva colpito, direttamente o indirettamente, un terzo della popolazione nazionale. Al 24 gennaio 2010 i morti individuati erano stati almeno 150.000. Il 5 febbraio 2010, secondo stime governative, il funesto computo aveva superato la soglia dei 212.000. Secondo una stima del 18 febbraio 2010, le vittime sarebbero state circa 260.000, ma erano rimaste coinvolte almeno quattro milioni di persone. Un giovane di ventotto anni fu estratto vivo dalle macerie quasi un mese dopo la scossa.
Tra i morti risultarono anche Hédi Annabi, tunisino a capo della missione ONU di peacekeeping e stabilizzazione, l'attivista brasiliana Zilda Arns e l'arcivescovo di Port au Prince, Joseph Serge Miot. La comunità internazionale si mobilitò anche con il G20, promettendo aiuti immediati. La Croce rossa internazionale e molte onlus di tutto il mondo cercarono di soccorrere feriti e terremotati. Si scavò anche con le mani per rimuovere le macerie, nei casi migliori con l'assistenza di cani, alla ricerca delle persone intrappolate sotto gli edifici crollati. Secondo la Croce Rossa tre milioni di persone su una popolazione di poco più di nove non avevano più un'abitazione o erano rimaste ferite. L'incertezza di queste stime si dovette al fatto che la popolazione, vivendo nella maggioranza dei casi in povertà economica, non aveva mezzi per soccorrere ed effettuare ricerche, se non a mani nude, nonostante la mobilitazione di molti altri Paesi che avevano fornito gli aiuti provvisori e fondamentali per la momentanea condizione degli sfollati.

## Danni materiali

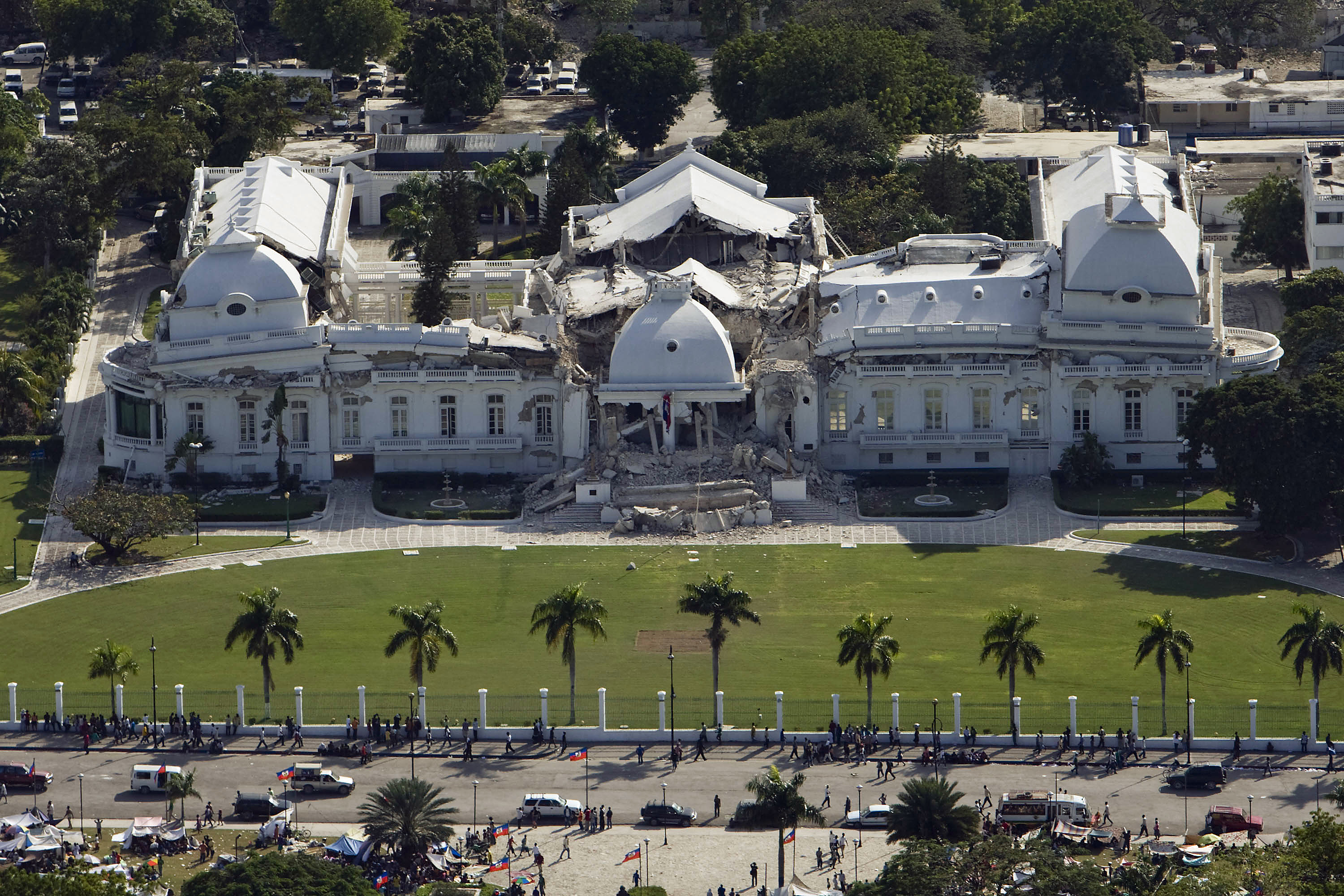
Il Palazzo Nazionale di Haiti gravemente danneggiato.

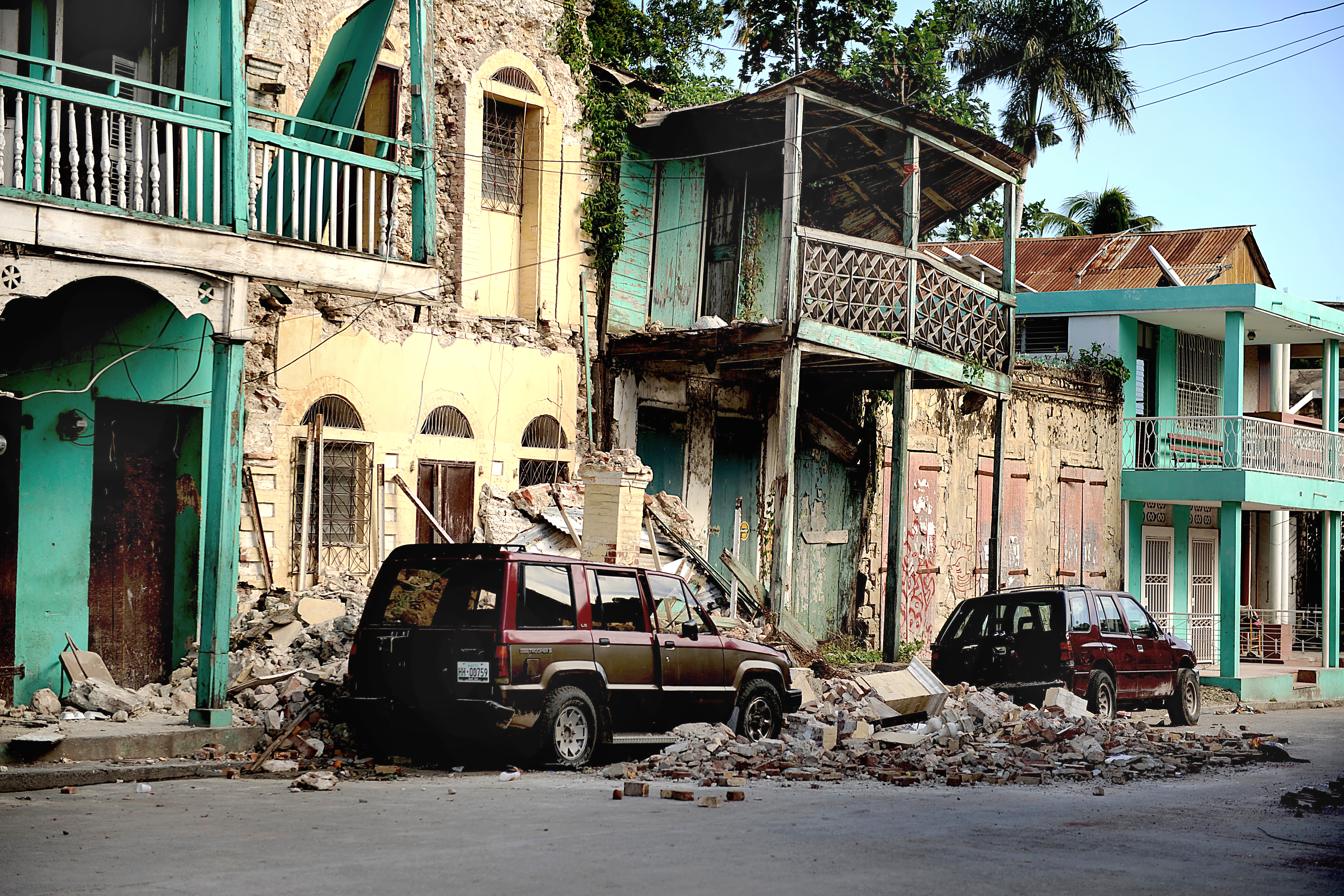
Edifici lesionati a Jacmel.

Il sisma colpì in modo particolare la capitale Port-au-Prince (MM IX secondo la stima USGS), distruggendo o danneggiando gravemente molti edifici della città tra cui il Palazzo Nazionale, la sede dell'Assemblea nazionale di Haiti, la cattedrale e la prigione principale. Tutti gli ospedali della città furono distrutti o risultarono talmente danneggiati da dover essere evacuati. Le Nazioni Unite affermarono che il quartier generale della missione di peacekeeping MINUSTAH, situato nella capitale, era andato distrutto e che buona parte del personale ONU risultava disperso. Altri importanti edifici distrutti o gravemente danneggiati furono il Ministero della Finanze, il Palazzo di Giustizia, alcuni sedi scolastiche ed universitarie, oltre alla torre di controllo dell'Aeroporto Internazionale Toussaint Louverture. La maggior parte delle infrastrutture andarono distrutte e questo inevitabilmente provocò ritardi e problemi nella distribuzione degli aiuti umanitari.